# Echinochloa
Echinochloa P.Beauv., 1812 è un genere di piante angiosperme monocotiledoni della famiglia delle Poacee (o Gramineae, nom. cons.).

## Distribuzione e habitat
Questo genere ha una distribuzione cosmopolita.

## Tassonomia
Comprende le seguenti specie:
- Echinochloa brevipedicellata (Peter) Clayton
- Echinochloa callopus (Pilg.) Clayton
- Echinochloa chacoensis Michael ex Renvoize
- Echinochloa colonum (L.) Link
- Echinochloa crus-galli (L.) P.Beauv.
- Echinochloa crus-pavonis (Kunth) Schult.
- Echinochloa elliptica P.W.Michael & Vickery
- Echinochloa haploclada (Stapf) Stapf
- Echinochloa helodes (Hack.) Parodi
- Echinochloa holciformis (Kunth) Chase
- Echinochloa hubbardii (A.Camus) Voronts.
- Echinochloa inundata Michael & Vickery
- Echinochloa jaliscana McVaugh
- Echinochloa jubata Stapf
- Echinochloa kimberleyensis P.W.Michael & Vickery
- Echinochloa lacunaria (F.Muell.) Michael & Vickery
- Echinochloa leandriana (Bosser) Voronts.
- Echinochloa macrandra P.W.Michael & Vickery
- Echinochloa muricata (P.Beauv.) Fernald
- Echinochloa obtusiflora Stapf
- Echinochloa oplismenoides (E.Fourn.) Hitchc.
- Echinochloa oryzicola (Vasinger) Vasinger
- Echinochloa oryzoides (Ard.) Fritsch
- Echinochloa paludigena Wiegand
- Echinochloa picta (K.D.Koenig) P.W.Michael
- Echinochloa pithopus Clayton
- Echinochloa polystachya (Kunth) Hitchc.
- Echinochloa praestans P.W.Michael
- Echinochloa pyramidalis (Lam.) Hitchc. & Chase
- Echinochloa rotundiflora Clayton
- Echinochloa serpens (Kunth) Voronts.
- Echinochloa stagnina (Retz.) P.Beauv.
- Echinochloa telmatophila Michael & Vickery
- Echinochloa turneriana (Domin) J.M.Black
- Echinochloa ugandensis Snowden & C.E.Hubb.
- Echinochloa walteri (Pursh) A.Heller